# Nyelőcsőfekély
A nyelőcsőfekély (latinul: Ulcus oesophagi) a nyelőcső egyik betegsége (BNO-kódja: K22.10). Bármely életkorban előfordulhat, nemre való tekintet nélkül.
Számos kiváltó oka lehet a nyelőcsőfekélynek: baktérium- és gombafertőzések, iatrogén és idegentest okozta sérülések vagy egyes gyógyszerek mellékhatása. A fekély a nyelőcső bármely részén előfordulhat. Jellemző azonban, hogy a baktérium- és gombafertőzések a nyelőcső alsó, míg az idegentest okozta fertőzések a nyelőcső felső harmadában jelentkeznek.
Tünetek:
- nehéz nyelés (egyes esetekben nyelési képtelenség)
- fájdalomérzet nyelés következtében a szegycsont, a mellkas és a gyomor környékén
- savas böfögés
- nyelést követően azonnal hányás (bizonyos esetekben a hányáshoz vérköpet is társulhat)
- fekete színű, kátrányszerű széklet
- sápadt bőr

Diagnosztizálása:
- laborvizsgálatok (vér, vizelet, széklet)
- röntgen
- pH-monitorozás (24 órás)
- endoszkópos vizsgálat

Szövődmények:
- a Mediastinum különböző betegségei (BNO: J98.50)
- vérzés társul a fekélyhez
- nyelőcsőperforáció (életveszélyes állapot, azonnali kórházi ellátást igényel!)